# Buota Village (ort i Tarawa)
Buota Village är en ort i Kiribati.   Den ligger i örådet Tarawa och ögruppen Gilbertöarna, i den östra delen av landet, 18 km öster om huvudstaden Tarawa. Buota Village ligger 11 meter över havet och antalet invånare är 1 373.
Terrängen runt Buota Village är mycket platt.  Närmaste större samhälle är Tarawa, 18,4 km väster om Buota Village. 